# Nizāmī (cràter)
Nizāmī és un cràter d'impacte en el planeta Mercuri de 77 km de diàmetre. Porta el nom del poeta persa Nizami Gandjawi (c. 1141-1209), i el seu nom va ser aprovat per la Unió Astronòmica Internacional el 1979.